# Leichtathletik-U20-Europameisterschaften

Die Leichtathletik-U20-Europameisterschaften (englisch European Athletics U20 Championships), bis 2015 als Leichtathletik-Junioreneuropameisterschaften (European Athletics Junior Championships) bezeichnet, werden von der European Athletic Association veranstaltet. Startberechtigt sind Teilnehmer im Alter von 19 Jahren oder jünger (kurz: U20) nach der Definition „Junior“ der World Athletics (bis 2019: IAAF), auf Frauenseite lag die Altersgrenze bis einschließlich der Austragung 1987 ein Jahr darunter (U19). Sie wurden 1970 zum ersten Mal und werden seit 1973 im Zwei-Jahres-Rhythmus ausgetragen.
Die Vorläufer dieser Meisterschaften waren die Europäischen Juniorenspiele, die in den Jahren 1964, 1966 und 1968 ausgetragen wurden.

## Europäische Juniorenspiele
| Jahr | Stadt    | Land                            | Datum                 | Stadion                      | Sportler | Nationen |
| 1964 | Warschau | Polen                           | 18. bis 20. September | Stadion Dziesięciolecia      |          |          |
| 1966 | Odessa   | Sowjetunion                     | 24. bis 25. September | Zentralstadion Tschornomorez |          |          |
| 1968 | Leipzig  | Deutsche Demokratische Republik | 23. bis 25. August    | Zentralstadion               |          |          |

## Übersicht U20-Europameisterschaften
| Jahr | Austragungsort         | Datum                  | Stadion                        | Sportler | Nationen |
| ---- | ---------------------- | ---------------------- | ------------------------------ | -------- | -------- |
| 1970 | Colombes               | 11. bis 13. September  | Stade Olympique de Colombes    |          |          |
| 1973 | Duisburg               | 24. bis 26. August     | Wedaustadion                   |          |          |
| 1975 | Athen                  | 24. bis 26. August     | Karaiskakis-Stadion            |          |          |
| 1977 | Donezk                 | 19. bis 21. August     | RSK Olimpijskyj                |          |          |
| 1979 | Bydgoszcz              | 16. bis 19. August     | Zdzisław-Krzyszkowiak-Stadion  |          |          |
| 1981 | Utrecht                | 20. bis 22. August     | Atletiekbaan Overvecht         |          |          |
| 1983 | Schwechat              | 20. bis 23. August     | Rudolf-Tonn-Stadion            |          |          |
| 1985 | Cottbus                | 22. bis 25. August     | Max-Reimann-Stadion            |          |          |
| 1987 | Birmingham             | 6. bis 9. August       | Alexander Stadium              |          |          |
| 1989 | Varaždin               | 24. bis 27. August     | Stadion Sloboda                |          |          |
| 1991 | Thessaloniki           | 8. bis 11. August      | Kaftanzoglio-Stadion           |          |          |
| 1993 | Donostia-San Sebastián | 29. Juli bis 1. August | Estadio Anoeta                 |          |          |
| 1995 | Nyíregyháza            | 27. bis 30. Juli       | Városi-Stadion                 |          |          |
| 1997 | Ljubljana              | 24. bis 27. Juli       | Bežigrad-Stadion               |          |          |
| 1999 | Riga                   | 5. bis 8. August       | Daugava-Stadion                |          |          |
| 2001 | Grosseto               | 19. bis 22. Juli       | Stadio Carlo Zecchini          |          |          |
| 2003 | Tampere                | 23. bis 27. Juli       | Ratina-Stadion                 |          |          |
| 2005 | Kaunas                 | 21. bis 24. Juli       | S.Dariaus-und-S.Girėno-Stadion |          |          |
| 2007 | Hengelo                | 19. bis 22. Juli       | Fanny-Blankers-Koen-Stadion    |          |          |
| 2009 | Novi Sad               | 23. bis 26. Juli       | Stadion Karađorđe              |          |          |
| 2011 | Tallinn                | 21. bis 24. Juli       | Kadrioru staadion              |          |          |
| 2013 | Rieti                  | 18. bis 21. Juli       | Stadio Raul Guidobaldi         |          |          |
| 2015 | Eskilstuna             | 16. bis 19. Juli       | Ekängens Friidrottsarena       |          |          |
| 2017 | Grosseto               | 20. bis 23. Juli       | Stadio Carlo Zecchini          |          |          |
| 2019 | Borås                  | 18. bis 21. Juli       | Ryavallen                      |          |          |
| 2021 | Tallinn                | 15. bis 18. Juli       | Kadrioru staadion              |          |          |
| 2023 | Jerusalem              | 3. bis 6. August       | Givat-Ram-Stadion              |          |          |
| 2025 | Tampere                | 7. bis 10. August      | Ratina-Stadion                 |          |          |
| 2027 | Bydgoszcz              | 15. bis 18. Juli       | Zdzisław-Krzyszkowiak-Stadion  |          |          |

## Meisterschaftsrekorde

### Männer
| Disziplin            | Rekord             | Athlet                                                        | Datum           | Ort         |
| -------------------- | ------------------ | ------------------------------------------------------------- | --------------- | ----------- |
| 100 m                | 10,04 s (+0,2 m/s) | Christophe Lemaitre                                           | 24. Juli 2009   | Novi Sad    |
| 200 m                | 20,37 s            | Jürgen Evers                                                  | 28. August 1983 | Schwechat   |
| 400 m                | 45,36 s            | Roger Black                                                   | 24. August 1985 | Cottbus     |
| 800 m                | 1:45,90 min        | Roberto Parra                                                 | 29. Juli 1995   | Nyíregyháza |
| 1500 m               | 3:38,96 min        | Graham Williamson                                             | 16. August 1979 | Bydgoszcz   |
| 5000 m               | 13:44,37 min       | Steve Binns                                                   | 18. August 1979 | Bydgoszcz   |
| 10.000 m             | 28:31,16 min       | Ali Kaya                                                      | 18. Juli 2013   | Rieti       |
| 110 m Hürden         | 13,05 s (+0,2 m/s) | Sasha Zhoya                                                   | 11. Juli 2021   | Tallinn     |
| 400 m Hürden         | 48,78 s            | Michal Rada                                                   | 9. August 2025  | Tampere     |
| 3000 m Hindernis     | 8:37,94 min        | Ilgisar Safjullin                                             | 24. Juli 2011   | Tallinn     |
| 4 × 100 m Staffel    | 39,24 s            | Tyrone Edgar Dwayne Grant Timothy Benjamin Mark Lewis-Francis | 22. Juli 2001   | Grosseto    |
| 4 × 400 m Staffel    | 3:04,58 min        | Uwe Preusche Frank Löper Eckard Trylus Jens Carlowitz         | 23. August 1981 | Utrecht     |
| 10.000 m Gehen       | 39:10,04 min       | Joan Querol                                                   | 10. August 2025 | Tampere     |
| Hochsprung           | 2,33 m             | Maksim Nedassekau                                             | 22. Juli 2017   | Grosseto    |
| Stabhochsprung       | 5,65 m             | Armand Duplantis                                              | 23. Juli 2017   | Grosseto    |
| Weitsprung           | 8,23 m (−0,2 m/s)  | Mattia Furlani                                                | 8. August 2023  | Jerusalem   |
| Dreisprung           | 17,04 m (+1,5 m/s) | Nazim Babayev                                                 | 19. Juli 2015   | Eskilstuna  |
| Kugelstoßen (6 kg)   | 22,52 m            | Konrad Bukowiecki                                             | 16. Juli 2015   | Eskilstuna  |
| Diskuswurf (1,75 kg) | 68,02 m            | Bartłomiej Stój                                               | 19. Juli 2015   | Eskilstuna  |
| Hammerwurf (6 kg)    | 84,73 m            | Mychajlo Kochan                                               | 19. Juli 2019   | Borås       |
| Speerwurf            | 81,53 m            | Zigismunds Sirmais                                            | 23. Juli 2011   | Tallinn     |
| Zehnkampf            | 8532 Punkte        | Hubert Troscianka                                             | 8. August 2025  | Tampere     |

### Frauen
| Disziplin         | Rekord             | Athletin                                                      | Datum           | Ort        |
| ----------------- | ------------------ | ------------------------------------------------------------- | --------------- | ---------- |
| 100 m             | 11,18 s (+0,5 m/s) | Jodie Williams                                                | 22. Juli 2011   | Tallinn    |
| 200 m             | 22,85              | Bärbel Eckert                                                 | 26. August 1973 | Duisburg   |
| 400 m             | 51,27 s            | Christina Brehmer                                             | 23. August 1975 | Athen      |
| 800 m             | 2:00,25 min        | Katrin Wühn                                                   | 27. August 1983 | Schwechat  |
| 1500 m            | 4:04,47 min        | Inger Knutsson                                                | 26. August 1973 | Duisburg   |
| 3000 m            | 8:46,39 min        | Innes FitzGerald                                              | 10. August 2025 | Tampere    |
| 5000 m            | 15:03,85 min       | Agate Caune                                                   | 10. August 2023 | Jerusalem  |
| 100 m Hürden      | 13,01 s (+0,4 m/s) | Ditaji Kambundji                                              | 10. Juli 2021   | Tallinn    |
| 400 m Hürden      | 55,55 s            | Alexandra Uță                                                 | 9. August 2025  | Tampere    |
| 3000 m Hindernis  | 9:43,69 min        | Karoline Bjerkeli Grøvdal                                     | 26. Juli 2009   | Novi Sad   |
| 4 × 100 m Staffel | 43,27 s            | Katrin Fehm Keshia Kwadwo Sophia Junk Jennifer Montag         | 23. Juli 2017   | Grosseto   |
| 4 × 400 m Staffel | 3:30,39 min        | Cornelia Feuerbach Carola Witzel Ines Vogelgesang Heike Böhme | 23. August 1981 | Utrecht    |
| 10.000 m Gehen    | 42:59,48           | Jelena Laschmanowa                                            | 21. Juli 2011   | Tallinn    |
| Hochsprung        | 1,95 m             | Jelena Jelessina                                              | 27. August 1989 | Varaždin   |
| Hochsprung        | 1,95 m             | Marija Kutschina                                              | 24. Juli 2011   | Tallinn    |
| Stabhochsprung    | 4,57 m             | Angelica Bengtsson                                            | 23. Juli 2011   | Tallinn    |
| Weitsprung        | 6,80 m (+0,3 m/s)  | Darja Klischina                                               | 24. Juli 2009   | Novi Sad   |
| Dreisprung        | 14,24 m (0,0 m/s)  | Erika Saraceni                                                | 8. August 2025  | Tampere    |
| Kugelstoßen       | 19,53 m            | Astrid Kumbernuss                                             | 25. August 1989 | Varaždin   |
| Diskuswurf        | 70,58 m            | Ilke Wyludda                                                  | 8. August 1987  | Birmingham |
| Hammerwurf        | 71,09 m            | Silja Kosonen                                                 | 17. Juli 2021   | Tallinn    |
| Speerwurf         | 61,52 m            | Nikolett Szabó                                                | 8. August 1999  | Riga       |
| Siebenkampf       | 6465 Punkte        | Sybille Thiele                                                | 28. August 1983 | Schwechat  |

## Ewiger Medaillenspiegel
Insgesamt wurden bei Leichtathletik-U20-Europameisterschaften 1112 Gold-, 1113 Silber- und 1106 Bronzemedaillen von Athleten aus 49 Staaten gewonnen. Die nachfolgende Tabelle enthält die 30 erfolgreichsten Nationen in lexikographischer Ordnung (Stand: nach den Leichtathletik-U20-Europameisterschaften 2023).
| Platz | Land                            | Gold | Silber | Bronze | Total |
| ----- | ------------------------------- | ---- | ------ | ------ | ----- |
| 01    | Deutsche Demokratische Republik | 146  | 90     | 60     | 296   |
| 02    | Vereinigtes Königreich          | 135  | 100    | 121    | 356   |
| 03    | Deutschland                     | 103  | 99     | 99     | 301   |
| 04    | Sowjetunion                     | 83   | 102    | 88     | 273   |
| 05    | Russland                        | 80   | 70     | 61     | 218   |
| 06    | Frankreich                      | 55   | 69     | 82     | 206   |
| 07    | Polen                           | 53   | 60     | 63     | 176   |
| 08    | Rumänien                        | 37   | 41     | 31     | 109   |
| 09    | Italien                         | 35   | 42     | 63     | 140   |
| 10    | Spanien                         | 32   | 26     | 48     | 106   |
| 11    | BR Deutschland                  | 31   | 47     | 42     | 120   |
| 12    | Schweden                        | 29   | 22     | 24     | 95    |
| 13    | Ukraine                         | 29   | 21     | 24     | 74    |
| 14    | Finnland                        | 28   | 32     | 32     | 92    |
| 15    | Niederlande                     | 22   | 28     | 22     | 72    |
| 16    | Türkei                          | 17   | 18     | 15     | 50    |
| 17    | Belarus                         | 16   | 25     | 21     | 56    |
| 18    | Ungarn                          | 16   | 23     | 22     | 61    |
| 19    | Bulgarien                       | 15   | 26     | 25     | 66    |
| 20    | Belgien                         | 15   | 15     | 17     | 47    |
| 21    | Tschechien                      | 14   | 14     | 16     | 44    |
| 22    | Schweiz                         | 13   | 14     | 12     | 39    |
| 23    | Norwegen                        | 11   | 18     | 10     | 39    |
| 24    | Tschechoslowakei                | 10   | 5      | 11     | 25    |
| 25    | Irland                          | 9    | 8      | 7      | 24    |
| 26    | Kroatien                        | 9    | 7      | 8      | 24    |
| 27    | Griechenland                    | 8    | 11     | 12     | 31    |
| 28    | Lettland                        | 8    | 8      | 8      | 24    |
| 29    | Portugal                        | 7    | 8      | 7      | 22    |
| 30    | Authorised Neutral Athletes     | 6    | 3      | 3      | 12    |